# جورج ميتشيل (عازف جاز)
جورج ميتشيل (بالإنجليزية: George Mitchell)‏ هو عازف جاز أمريكي، ولد في 8 مارس 1899 في لويفيل في الولايات المتحدة، وتوفي في 27 مايو 1972 في شيكاغو في الولايات المتحدة.

## وصلات خارجية
- جورج ميتشيل على موقع ميوزك برينز (الإنجليزية)
- جورج ميتشيل على موقع أول ميوزيك (الإنجليزية)
- جورج ميتشيل على موقع ديسكوغز (الإنجليزية)